# Lipiny
Lipiny (deutsch Lipine) ist seit 1951 einer von fünf Stadtteilen der polnischen Industriestadt Świętochłowice in der Woiwodschaft Schlesien.

## Geographie
Lipiny nimmt den nordwestlichen Teil des Stadtgebiets ein. Im Norden grenzt Lipiny an Bytom (Beuthen), im Westen an Ruda Śląska, im Süden an den Stadtteil Centrum, sowie im Osten direkt an die übrigen Stadtteile Chropaczów und Piaśniki.

## Geschichte

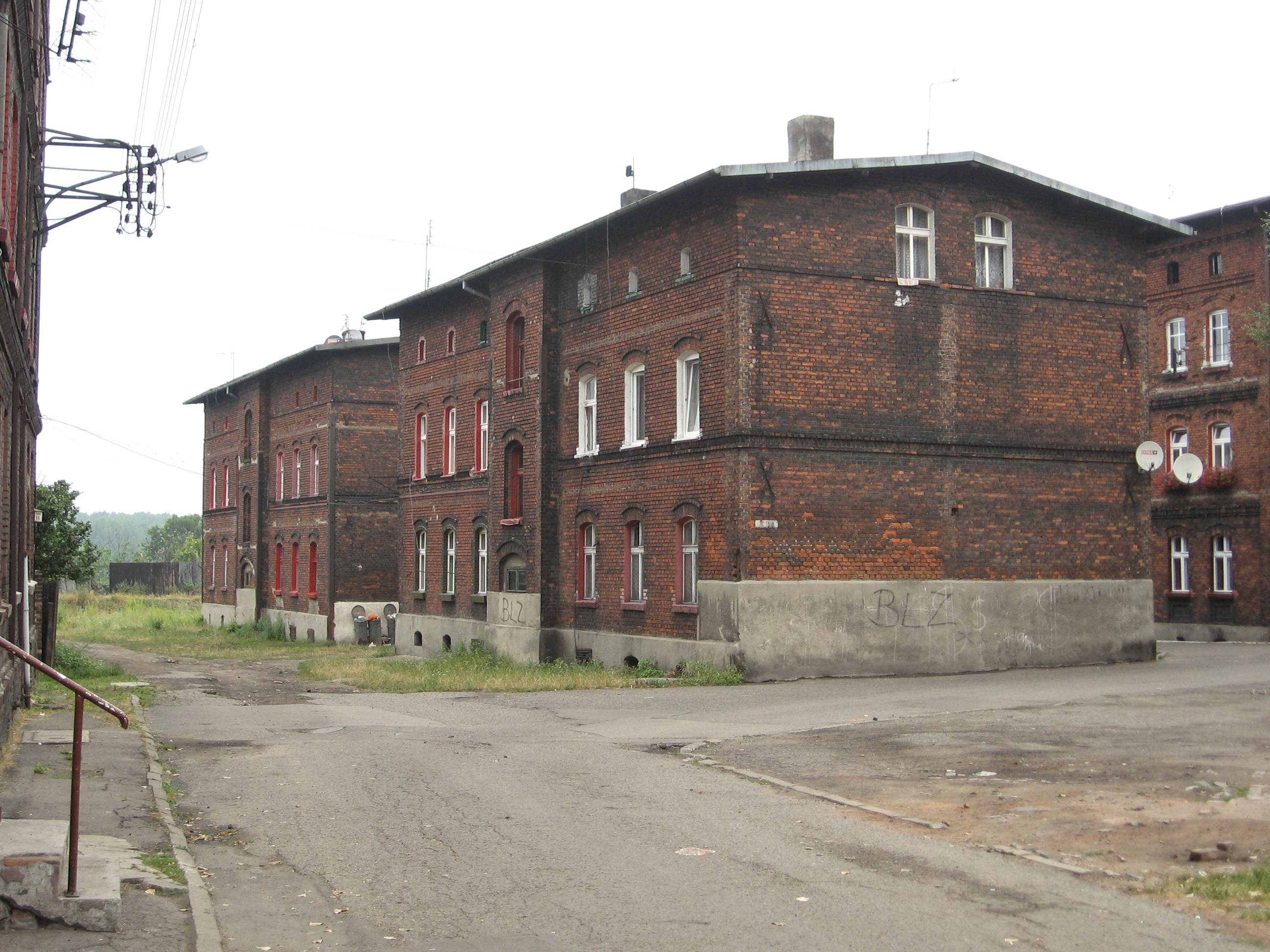
Bergarbeiterhäuser in Lipiny

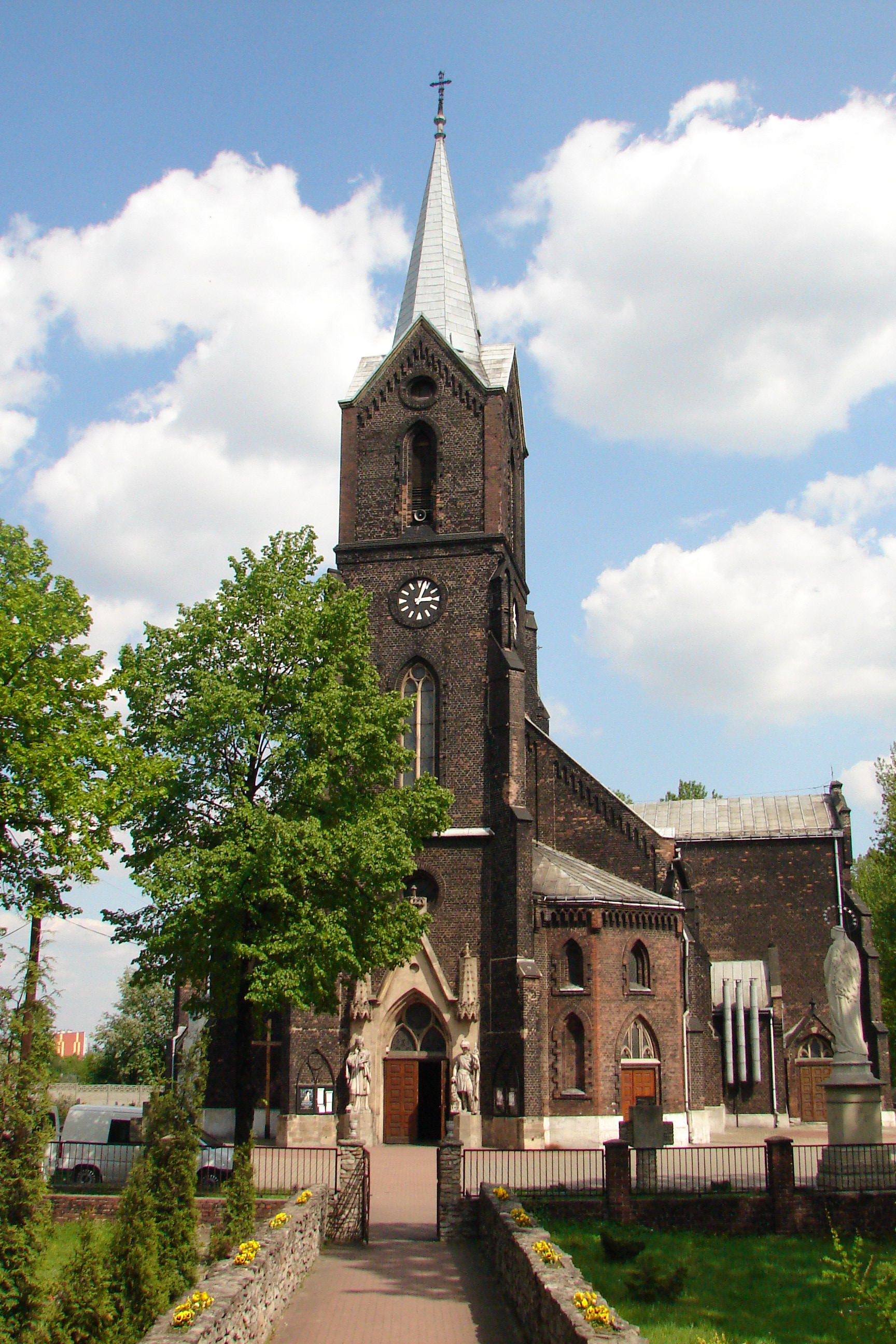
St.-Augustinus-Kirche

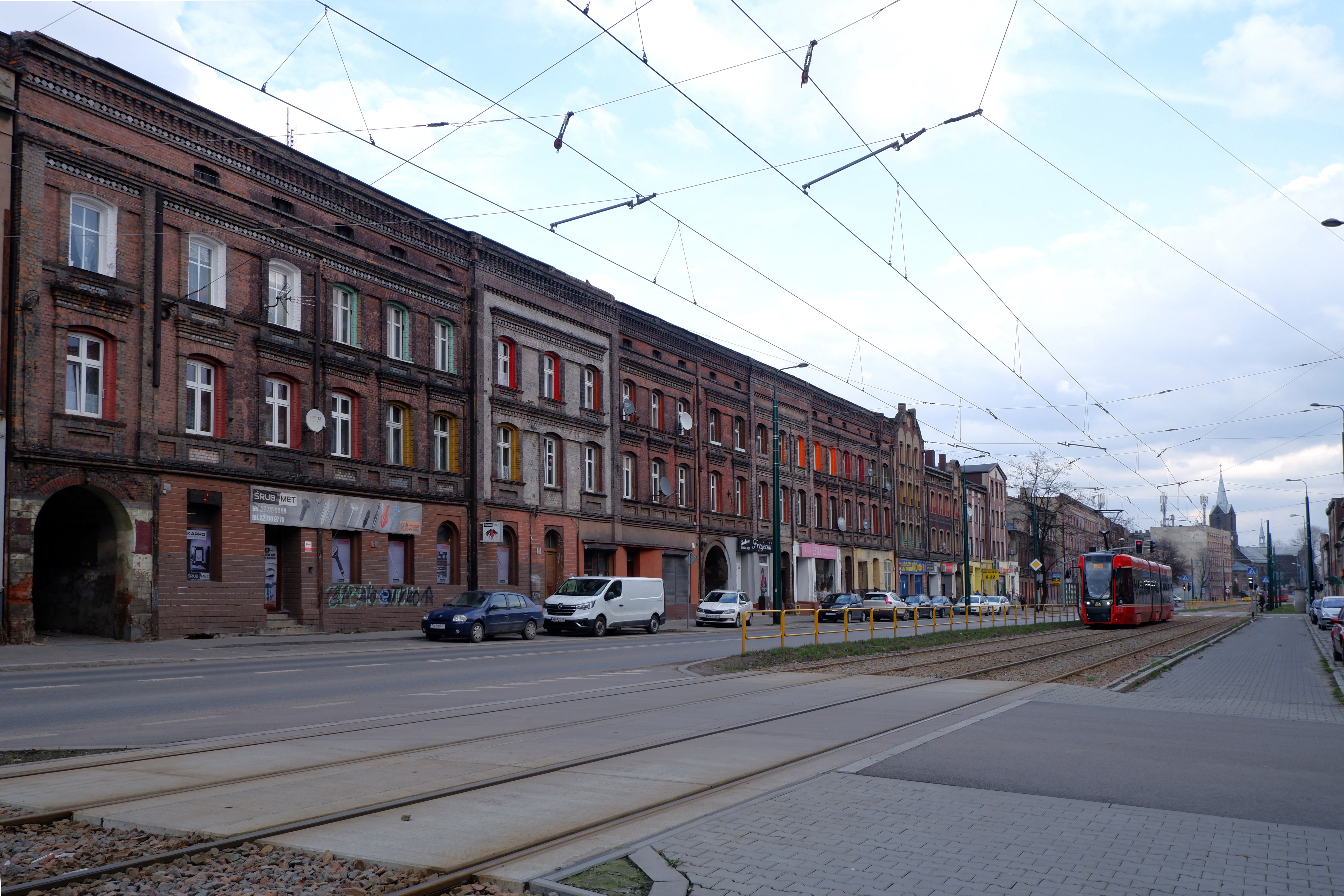
Straßenansicht der ul. Chorzowska

Die junge Geschichte der Ortschaft Lipine geht auf ein um die Mitte des 18. Jahrhunderts bestehendes Vorwerk zurück, das den Chropaczower Rittergütern angehörte. Der Name des Vorstehers dieses Vorwerks wurde später auf den Ort übertragen und in einem Kaufvertrag über diese Gebiete vom 26. November 1802 erstmals erwähnt. Karl von Woyrsch verkaufte damals den Gutsbezirk an Georg Karl von Hessen-Darmstadt. 1806 folgte der bayerische König Maximilian I. als neuer Besitzer der preußischen Ortschaft.
So wie die umliegenden oberschlesischen Gebiete fasste die Industrialisierung auch im bis dato nahezu unbebauten Lipine rasch Fuß und ab 1823 wurde in Lipine Steinkohle gewonnen. Die Entwicklung Lipines zum Industrieort leitete schließlich die Gründung der Hütte David 1826 und die Übernahme des Ortes durch die Henckel von Donnersmarcks unter Graf Carl Lazarus im selben Jahr ein. Damit verbunden war auch der Bau von ersten Arbeiterwohnhäusern und -siedlungen und es folgten weitere Schwerindustriebetriebe. 1848 erbte Guido Henckel von Donnersmarck die Besitztümer seines Vaters, darunter auch Lipine. Er war auch der Mitbegründer des bedeutenden Montanunternehmens „Schlesische Aktiengesellschaft für Bergbau und Zinkhüttenbetrieb“ 1853 mit Sitz in Lipine. Sie kaufte in der Folgezeit nicht nur verschiedene Zinkerz-, Blei- und Steinkohlebergwerke sowie Zinkhütten auf, sondern betrieb auch Neugründungen, wie in den 1860er Jahren in Lipine die Zinkhütte David und aus mehreren Industriebetrieben das große Zinkwalzwerk Silesia.
Auch die kommunale Entwicklung wurde vorangetrieben. So wurde 1862 die erste Schule eröffnet, 1868 eine Freiwillige Feuerwehr gebildet und 1870–1872 die St. Augustinuskirche errichtet. Bereits 1860 hatten sich die Lipiner Juden in einer eigenen Gemeinde zusammengeschlossen und am 13. Oktober 1901 wurde die evangelische Kirche geweiht. Die Schattenseiten der schnellen industriellen Entwicklung waren die schlechten hygienischen Bedingungen und die beengten Wohnverhältnisse, die den Ausbruch von Krankheiten, wie 1874 eine Choleraepidemie erleichterten.
Auch wenn Lipine damals der Gemeinde Chropaczow angehörte, holte es den Ort im Verlauf der zweiten Hälfte des 19. Jahrhunderts hinsichtlich der Einwohnerzahl und der industriellen Bedeutung ein. Letztlich wurde am 13. Juli 1875 von der Kreisverwaltung Beuthen beschlossen Lipine aus Chropaczow auszugemeinden. Die neue Gemeinde Lipine mit den Arbeiterkolonien Kopanina, Martinschacht sowie Piasniki, entstand aber faktisch erst kraft königlichen Dekrets vom 1. April 1879.
Die Infrastruktur wurde weiter ausgebaut, so dass Lipine nicht nur von der Nähe zur 1846 erbauten Eisenbahnlinie Breslau–Kattowitz (Bahnhof in Schwientochlowitz) profitierte, sondern am 30. Dezember 1894 noch Anschluss an die Straßenbahnverbindung Zabrze–Königshütte erhielt. 1898 wurde der Ort schließlich mit einer elektrischen Straßenbeleuchtung ausgestattet.
Insbesondere nach dem verlorenen Ersten Weltkrieg traten im Industrieort Lipine vermehrt Arbeiterunruhen auf. Ende Dezember 1918 kam es zu Arbeiterstreiks und im Januar 1919 brachen große Bergarbeiterunruhen der Spartakisten aus, worauf über Lipine und andere Städte des Oberschlesischen Industriegebiets der Belagerungszustand verhängt wurde. Mit dem ersten polnischen Aufstand verstärkte sich noch die nationale Komponente und mündete am 18. August 1919 in Gefechten, worauf Lipine am 26. August 1920 von den Aufständischen besetzt wurde. Am 20. März 1921 fand die Volksabstimmung in Oberschlesien statt, die in Lipine eine Mehrheit von 56,75 %, bzw. 5.319 der 9.372 gültigen Stimmen für den Anschluss an Polen erbrachte. Infolge der Teilung Oberschlesiens wurde Lipine 1922 als Lipiny dem polnischen Ostoberschlesien zugeteilt.
1936 musste die evangelische Kirche wegen Bergschäden abgerissen werden, wohingegen der Friedhof erhalten blieb. Am 3. September 1939 wurde Lipiny von der deutschen Wehrmacht besetzt und war ab 1941 Teil des Gaus Oberschlesien im „Großdeutschen Reich“. Am 28. Januar 1945 wurde der Ort von der Roten Armee besetzt und wieder Teil Polens. Seine Selbstständigkeit verlor Lipiny – auch wenn es in seiner Einwohnerzahl einer Mittelstadt entsprach – am 10. April 1951 und wurde der Stadt Świętochłowice angeschlossen. Der Bergbau und das Hüttenwesen wurden im kommunistischen Polen verstärkt weiter betrieben und 1967 wurden die Kohlengruben Schlesien und Mathilde vereinigt.
In der Zwischenkriegszeit wurde in Lipiny eine der höchsten Luftverschmutzungsgrade in Europa gemessen, der größtenteils auf die örtlichen Zinkhütten zurückzuführen ist. Bis heute stellt die Umweltverschmutzung neben der hohen Arbeitslosigkeit (20,9 % im Jahre 2000) ein großes Problem der Stadt Świętochłowice und ihrer Stadtteile dar.

### Einwohnerentwicklung

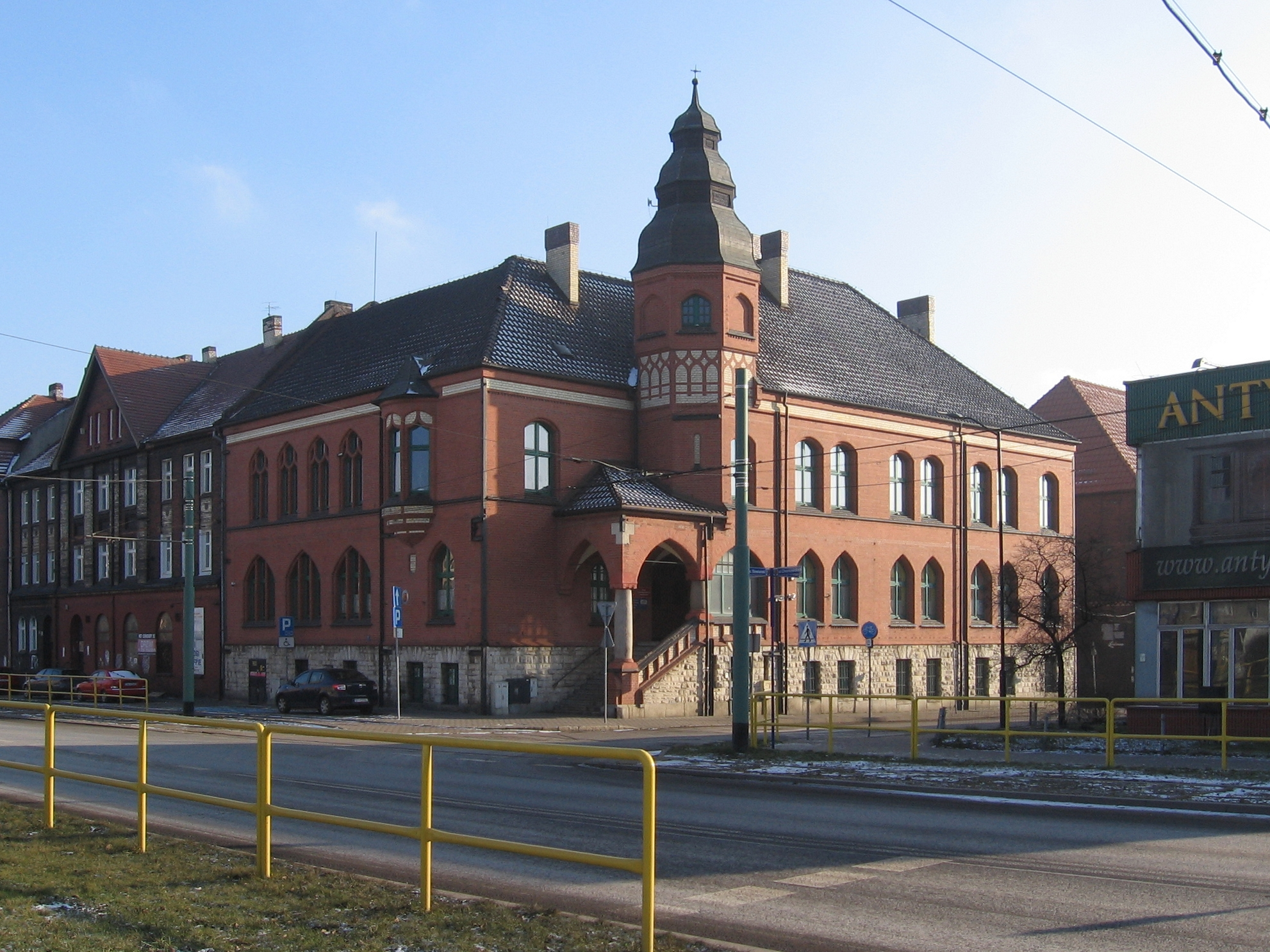
Ehemaliges Rathaus von Lipiny

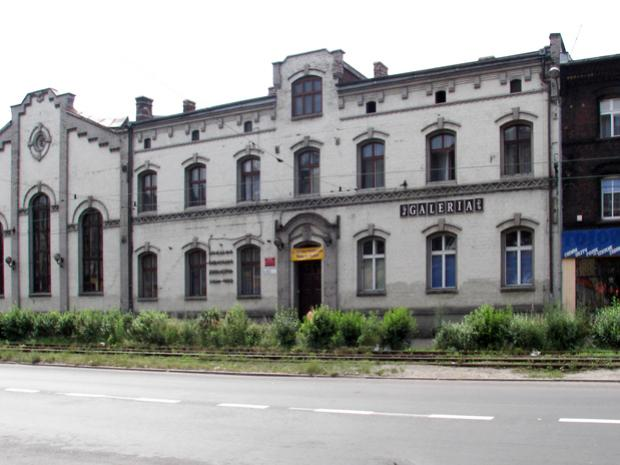
Schlesisches Kulturhaus

Die Einwohnerzahlen von Lipiny nach dem jeweiligen Gebietsstand:
| Jahr  | Einwohner |
| ----- | --------- |
| 1855¹ | 1.777     |
| 1861  | 2.909     |
| 1867  | 4.507     |
| 1905  | 17.242    |
| 1910  | 18.190    |
| 1925  | 18.220    |

¹ zusammen mit Chropaczow

## Sehenswürdigkeiten
- Die neugotische Pfarrkirche St. Augustinus (kościół pw. św. Augustyna) wurde nach zweijähriger Bauzeit am 24. September 1872 geweiht. Der dreischiffige Backstein-Hallenbau auf kreuzförmigen Grundriss, mit Frontturm und Dachreiter ist somit die älteste Kirche auf dem heutigen Stadtgebiet von Świętochłowice. Das steinerne Hauptportal wird von Statuen der Heiligen Florian und Johannes von Nepomuk flankiert, an dessen Konsole eine Inschrift Aufschluss über den Bildhauer – S. Schmidt aus Augsburg – gibt.

- In Lipiny konnten sich darüber hinaus viele der alten, familoki genannten, Backstein-Arbeiterwohnhäuser aus dem 19. und 20. Jahrhundert erhalten, insbesondere in der Arbeitersiedlung südlich der ul. Chorzowska, der ehemaligen Kronprinzen-Chaussee, wo zur Jahrhundertwende das ehemalige Rathaus als Eckhaus errichtet wurde.

## Söhne und Töchter der Stadt
- Jacob Sonderling (* 19. Oktober 1878; † 30. September 1964), Rabbiner, Feldrabbiner und Autor
- Arthur Goldstein, (* 18. März 1887; † 1941 oder 1942) – kommunistischer Journalist und Politiker
- Wilhelm Piec (* 2. November 1915; † 4. April 1954) – polnisch-schlesischer Fußballspieler

## Verweise